# Boris Gelfand
Boris Abramovich Gelfand, född 24 juni 1968 i Vitryska SSR i Sovjetunionen, är en israelisk stormästare i schack. Han blev delad etta i Europamästerskapet för juniorer 1989, tillsammans med Joël Lautier. Han vann World Chess Cup 2009. År 2011 vann han kandidatturneringen och 2012 mötte han Viswanathan Anand i en match om världsmästartiteln. Anand gick som knapp segrare ur den kampen, med ett lika resultat från de ordinarie partierna, men med en seger och tre remier från snabbschacksslutspelet. 
Gelfand har som bäst varit rankad på tredje plats av världens främsta schackspelare.
Gelfand gav 2005 ut boken My Most Memorable Games.